# Федір Євтіхієв
Федір Адріанович Євтіхієв (Євтищев; 1868 , Санкт-Петербург, Російська імперія — 1 лютого 1904, Салоніки, Османська імперія), більш відомий під прізвиськом Jo-Jo або «хлопчик з собачою мордою», — російський цирковий артист, який досяг європейської популярності в кінці XIX століття.

## Життєпис
За одними даними, народився в 1868  в Санкт-Петербурзі[джерело?], за іншими даними, в 1870 в селі Березники, біля Мантурово Костромської губернії  . Так само як і його прийомний батько, Адріан Євтіхієв, Федір страждав на рідкісне захворювання — гіпертрихоз, у результаті якого їх тіла і обличчя були повністю вкриті волоссям .
З 1884 довгий час виступав у виставах, які влаштовував відомий американський антрепренер Ф. Т. Барнумом у США . На шоу Барнума Федора змушували гавкати і гарчати на глядачів, представляючи як «лісову людину», спійману в Росії разом з батьком у печері  . Він приносив чималий прибуток господарям цирку. При цьому Федір був грамотний і володів, окрім російської, німецької та англійської мов, освоївши їх у ході гастролей.
Наприкінці XIX століття сенсацією багатьох російських ярмарків, а трохи згодом і закордонних паноптикумів, став показ на них «волосатих людей» Адріана Євтіхієва та Федора Петрова, уродженців сусідніх сіл Коровіно та Березники, розташованих поблизу міста Мантурово Костромської губернії.
На шоу у США та Європі Федора стали представляти як сина Адріана Євтіхієва, з яким вони разом виступали  .

## Галерея

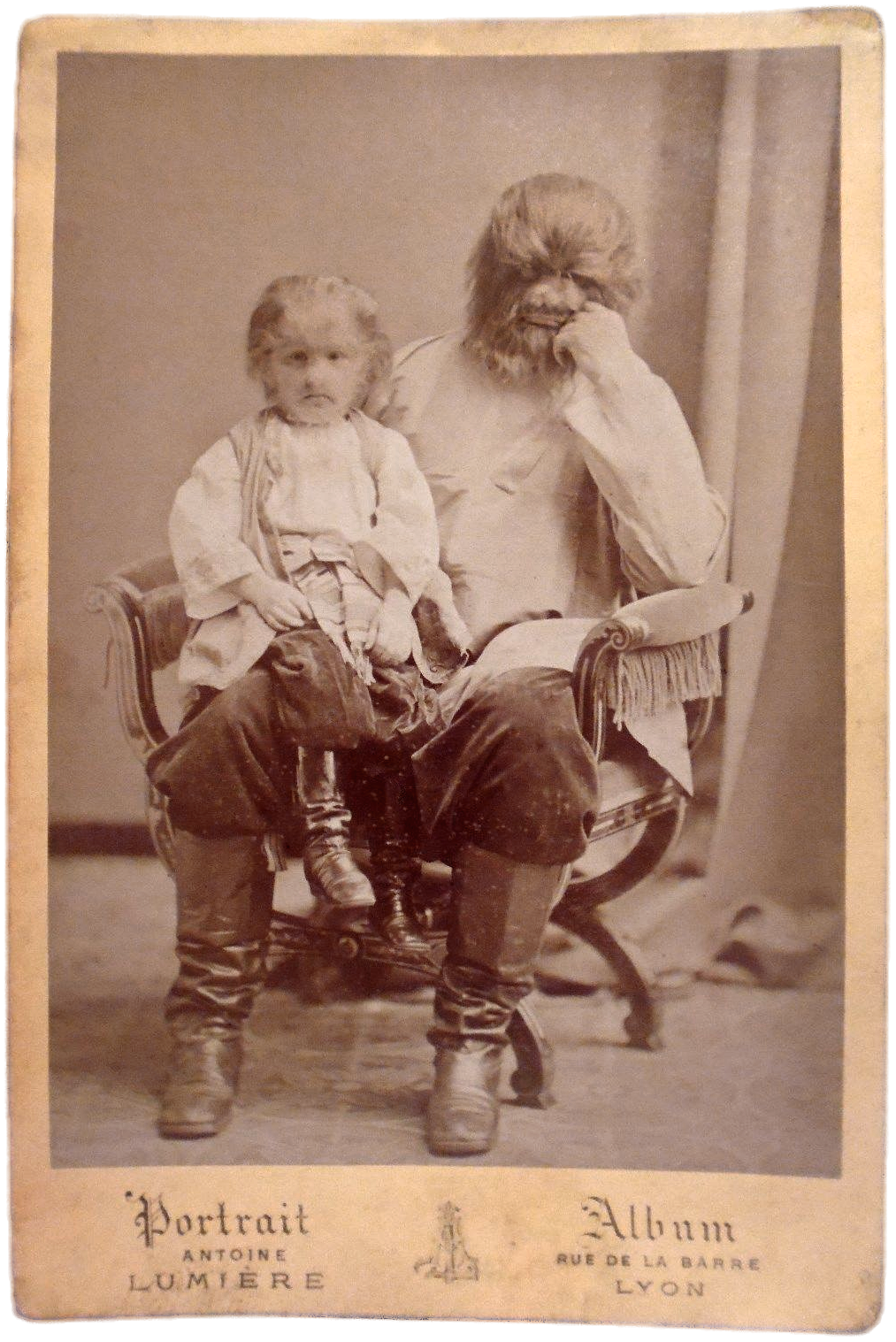
В детстве с отцом
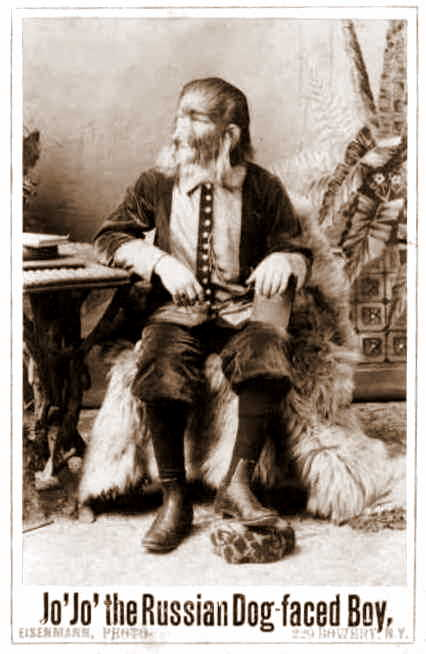